# 6 Pieces of Silver
| Recensione | Giudizio |
| ---------- | -------- |
| AllMusic   | [ 1 ]    |

6 Pieces of Silver è un album del quintetto di Horace Silver, pubblicato dalla Blue Note Records nel gennaio del 1957.

## Tracce

### LP
Brani composti da Horace Silver, eccetto dove indicato
Lato A
1. Cool Eyes – 5:53
2. Shirl – 4:14
3. Camouflage – 4:23

Lato B
1. Enchantment – 6:18
2. Señor Blues – 6:59
3. Virgo – 5:45
4. For Heaven's Sake – 5:05 (Donald Meyer, Elise Bretton, Edwards Sherman)

### CD
Edizione CD del 1999, pubblicato dalla Blue Note Records (7243 5 25648 2 8)
Brani composti da Horace Silver, eccetto dove indicato
1. Cool Eyes – 5:53
2. Shirl – 4:14
3. Camouflage – 4:23
4. Enchantment – 6:18
5. Señor Blues – 6:59
6. Virgo – 5:45
7. For Heaven's Sake – 5:05 (Donald Meyer, Elise Bretton, Edwards Sherman)
8. Señor Blues – 6:38 – Bonus Track, Alternate 45 Take
9. Tippin' – 6:09 – Bonus Track
10. Señor Blues – 6:14 – Bonus Track, Vocal Version

## Musicisti
Brani LP da A1 a B4 / CD - brani dal numero 1 al numero 8
- Horace Silver - pianoforte
- Donald Byrd - tromba (tranne brani: A2 e B4)
- Hank Mobley - sassofono tenore (tranne brani: A2 e B4)
- Doug Watkins - contrabbasso
- Louis Hayes  - batteria

Brani CD numero 9 e numero 10
- Horace Silver - pianoforte
- Bill Henderson - voce (brano: 10)
- Donald Byrd - tromba
- Junior Cook - sassofono tenore
- Gene Taylor - contrabbasso
- Roy Haynes - batteria[4]